# 도미쿠사촌
도미쿠사촌(일본어: 富草村)은 일본 나가노현 시모이나군에 있던 촌이다. 현재의 아난정에 해당한다.

## 역사
- 1889년 4월 1일 - 정촌제 시행에 의해 도미쿠사촌이 단독으로 자치체를 형성하였다.
- 1959년 4월 1일 - 구 아난정과 합병해 새로운 아난정이 성립하여, 동일 도미쿠사촌은 폐지되었다.

## 교통

### 도로
- 국도 제151호선

## 참고문헌
- 角川日本地名大辞典 20 長野県